# Base de données lexicographiques panfrancophone
La Base de données lexicographiques panfrancophone (BDLP) est un dictionnaire terminologique qui fait l'objet d'un projet d'envergure internationale s'inscrivant dans l'entreprise du Trésor des vocabulaires français.
Les pays ou régions qui participent à ce projet sont l'Acadie, l'Algérie, les Antilles, la Belgique, le Burundi, la Centrafrique, le Congo-Brazzaville, la France, la Louisiane, Madagascar, le Maroc, la Nouvelle-Calédonie, le Québec, La Réunion, la Suisse et le Tchad.

## Historique
Lancée en mars 2004 d’après les idées du professeur Bernard Quemada, la BDLP repose sur un travail de recherche permettant de décrire la diversité lexicale du français dans le monde, subventionné par l'Agence universitaire de la francophonie.